# Eilandtoendra van de Scotiazee
De eilandtoendra van de Scotiazee is een WWF-ecoregio in de zuidelijke Atlantische Oceaan.
De ecoregio omvat het landoppervlak – voor zover dit niet door kale rotsen of een ijslaag in beslag genomen wordt – van de volgende eilanden:
- Zuid-Georgië
- De Zuidelijke Sandwicheilanden
- De Zuidelijke Orkneyeilanden
- De Zuidelijke Shetlandeilanden
- Het eiland Bouvet

De laatste vier hebben veel gemeen met de ecoregio van het Antarctisch Schiereiland.

## Avifauna
Er broeden een 56-tal vogelsoorten. De meeste zijn oceaanvogels, maar zijn ook twee eendensoorten en een gans:
- Chileense taling (Anas flavirostris)
- Zuid-Amerikaanse pijlstaart (Anas georgica)
- Magelhaengans (Chloephaga picta)

Er is een sternensoort:
- Noddy (Anous stolidus)

Er is een piepersoort:
- Zuid-Georgische pieper (Anthus antarcticus)

Drie soorten zijn bedreigd:
- Zwarte albatros (Phoebetria fusca)
- Schlegels stormvogel (Pterodroma incerta)
- Grijskopalbatros (Thalassarche chrysostoma)

## Zuid-Georgië
Zuid-Georgië, dat minder dicht bij de pool ligt en het grootst is, heeft de uitgebreidste levensgemeenschap. Het telt 25 inheemse vaatplanten, die geen van alle endemisch zijn., ongeveer 125 mossen, 85 levermossen en 200 korstmossen.  Bomen ontbreken ook hier geheel. De begroeiing bestaat aan de kust vooral uit pollenvormende grassoorten zoals Parodiochloa flabellata (voorheen Poa fl.) Een wat ander type is begroeid met Festuca spp. De blaasvaren groeit er ook, wat opmerkelijk is omdat deze soort ook op Spitsbergen en op de berg Kilimanjaro groeit.
Er zijn ongeveer 200 soorten ongewervelde dieren – een opvallend laag aantal –, die vooral lijken te stammen van Vuurland, de Falklandeilanden en de zuidelijke Andes. Er zijn echter ook dansmuggen waarvan met DNA-onderzoek is nagewezen dat zij uit Victorialand op het Antarctisch continent stammen en zich van daaruit over het Antarctisch Schiereiland en naar dit eiland verspreid hebben.
Zo'n 50 miljoen vogels wonen hier, althans een deel van het jaar, samen met 4,5 miljoen zeeberen en een half miljoen zeeolifanten.

## Zuidelijke Sandwicheilanden
Ook de Zuidelijk Sandwicheilanden herbergen grote aantallen zeeberen, zeeolifanten en zeevogels, waaronder stormbandpinguïns. Er broeden zo'n 1,5 miljoen paren.
Van de er voorkomende korstmossoorten komt zo'n 40% alleen nog zuidelijker voor. De eilanden zijn vulkanisch en geologisch vrij jong (0,5-3 miljoen jaar). Ze liggen bovendien zeer geïsoleerd in een hard klimaat. Dit blijkt ook uit de weinig diverse fauna en flora. Beerdiertjes bijvoorbeeld komen er wel voor, maar er zijn slechts 6 taxa aangetroffen.
De grassoort Antarctische smele komt op Zuid-Georgië en de Zuidelijke Sandwicheilanden voor.

## Zuidelijke Orkneys en Shetlands
Op de Zuidelijke Orkneys die een stuk zuidelijker liggen is de flora beduidend armer. Er komen alleen de twee bloeiende planten voor die ook op het Antarctisch Schiereiland gevonden worden de Antarctische smele en Colobanthus quitensis. De flora bestaat daarom voornamelijk uit
- mossen, zoals  Polytrichum alpestre, Polytrichum alpinum Andreaea gainii, Andreaea regularis,
- korstmossen, zoals Lecanora aspidophora, Usnea antarctica, U. fasciata
- een vrij groot aantal algen, zoals Prasiola crispa,
- levermossen zoals Barbilophozia hatcheri
- en zwammen.

De gemiddelde luchttemperatuur op Signy schommelt van +0.87 °C in de zomer (februari) tot -10,28 °C in juli, maar op rustige zonnige dagen kan de bodem temperaturen van +30 °C  bereiken en föhnwinden kunnen de temperatuur twintig graden doen rijzen. Op Signy, een van de Zuidelijke Orkneys, is nu echter een derde van de ijskap verdwenen en dit opent land op voor kolonisatie door planten.

## Bouvet
Hoewel Bouvet -dat Noors gebied is in tegenstelling tot de andere eilanden die Brits zijn- een stuk noordelijker ligt, is ook daar de flora beperkt tot vaatloze planten. Het eiland ligt namelijk grotendeels onder het ijs. Er is echter wel een endemisch geslacht met drie soorten korstmos Bouvetiella op het eiland.

## Galerij

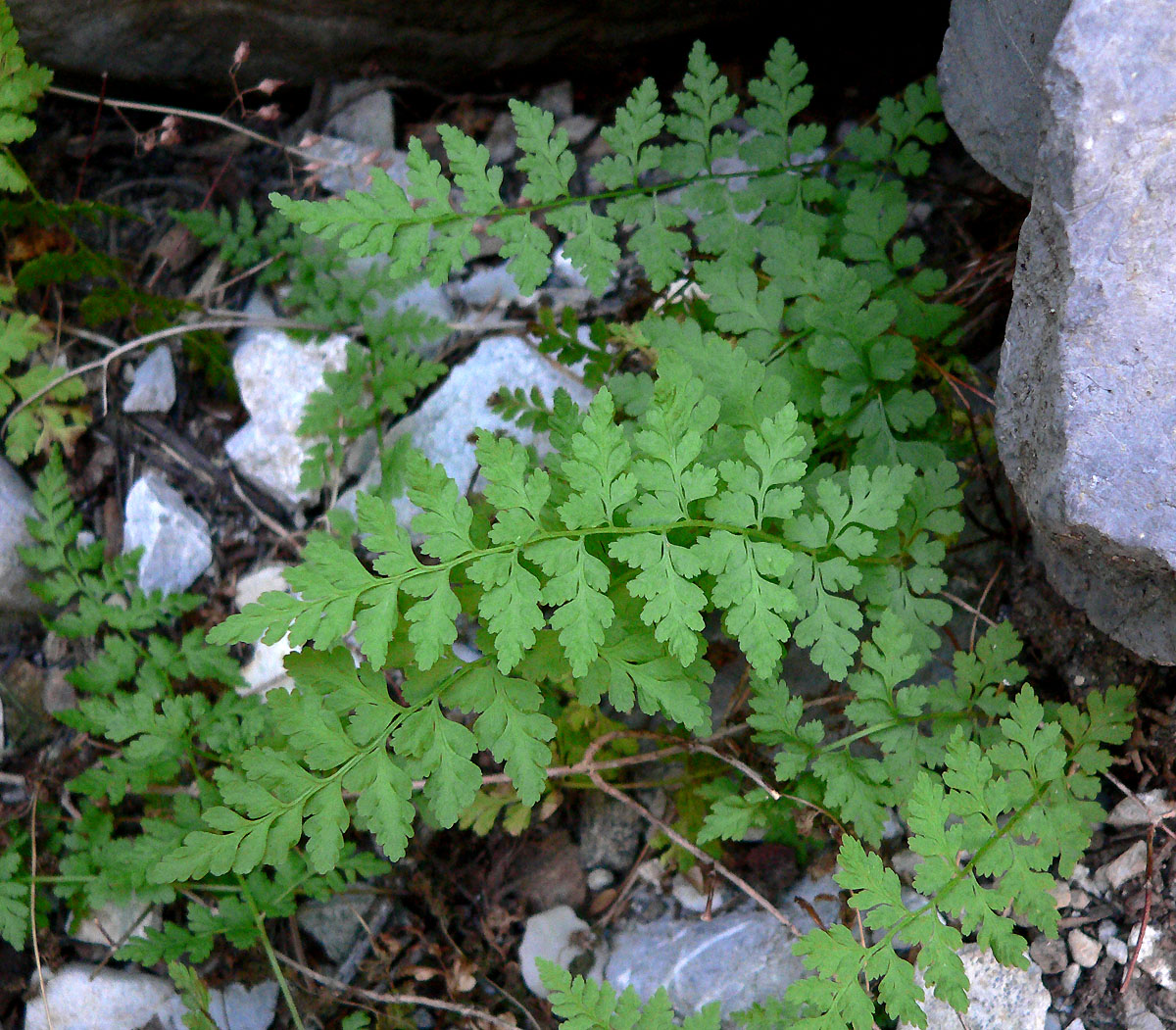
Cystopteris fragilis (Blaasvaren)
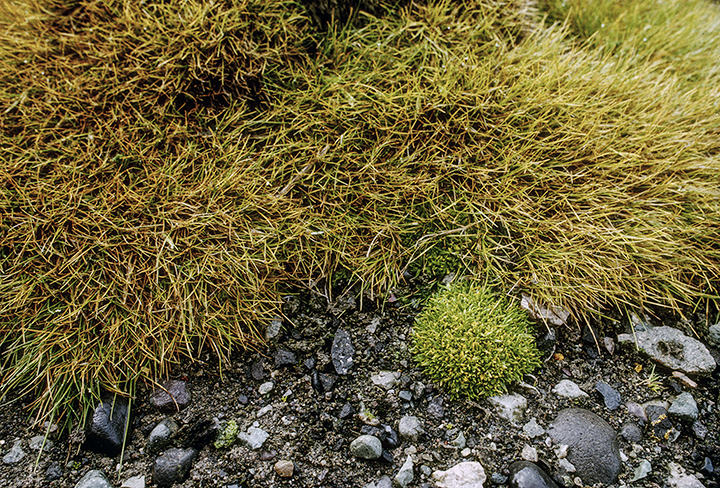
Antarctische smele en Colobanthus quitensis op de Zuidelijke Shetlands
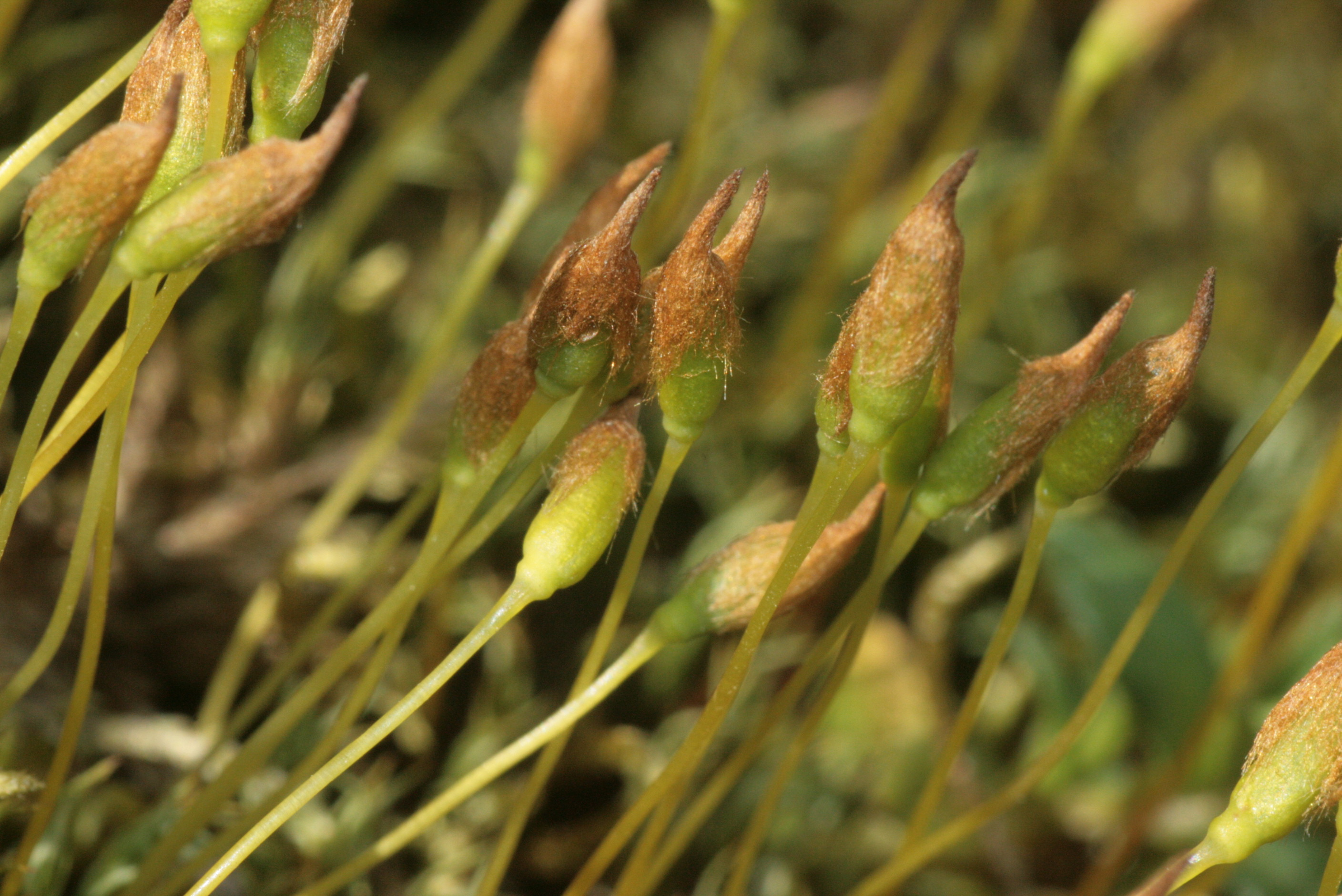
Polytrichum alpinum
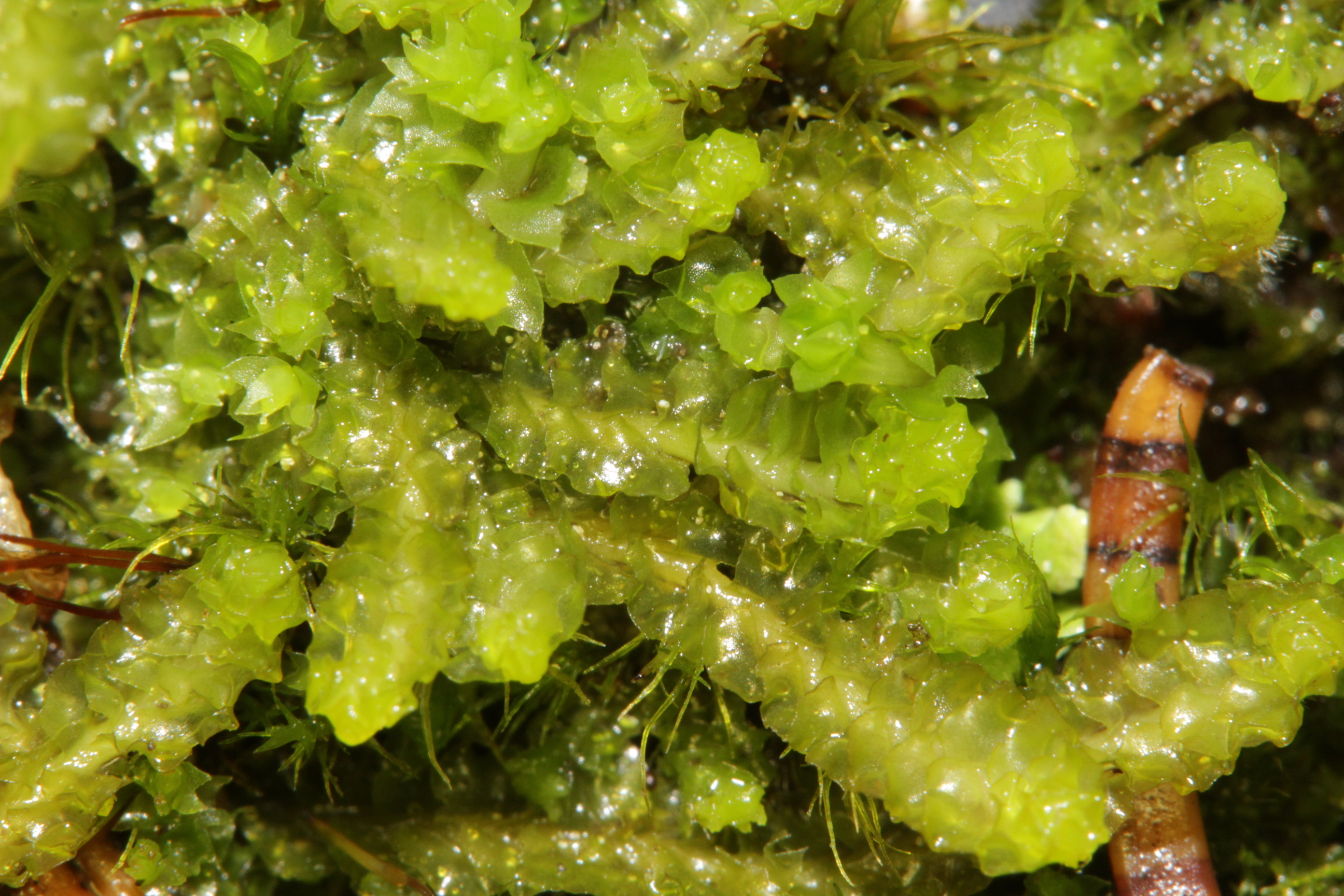
Barbilophozia hatcheri
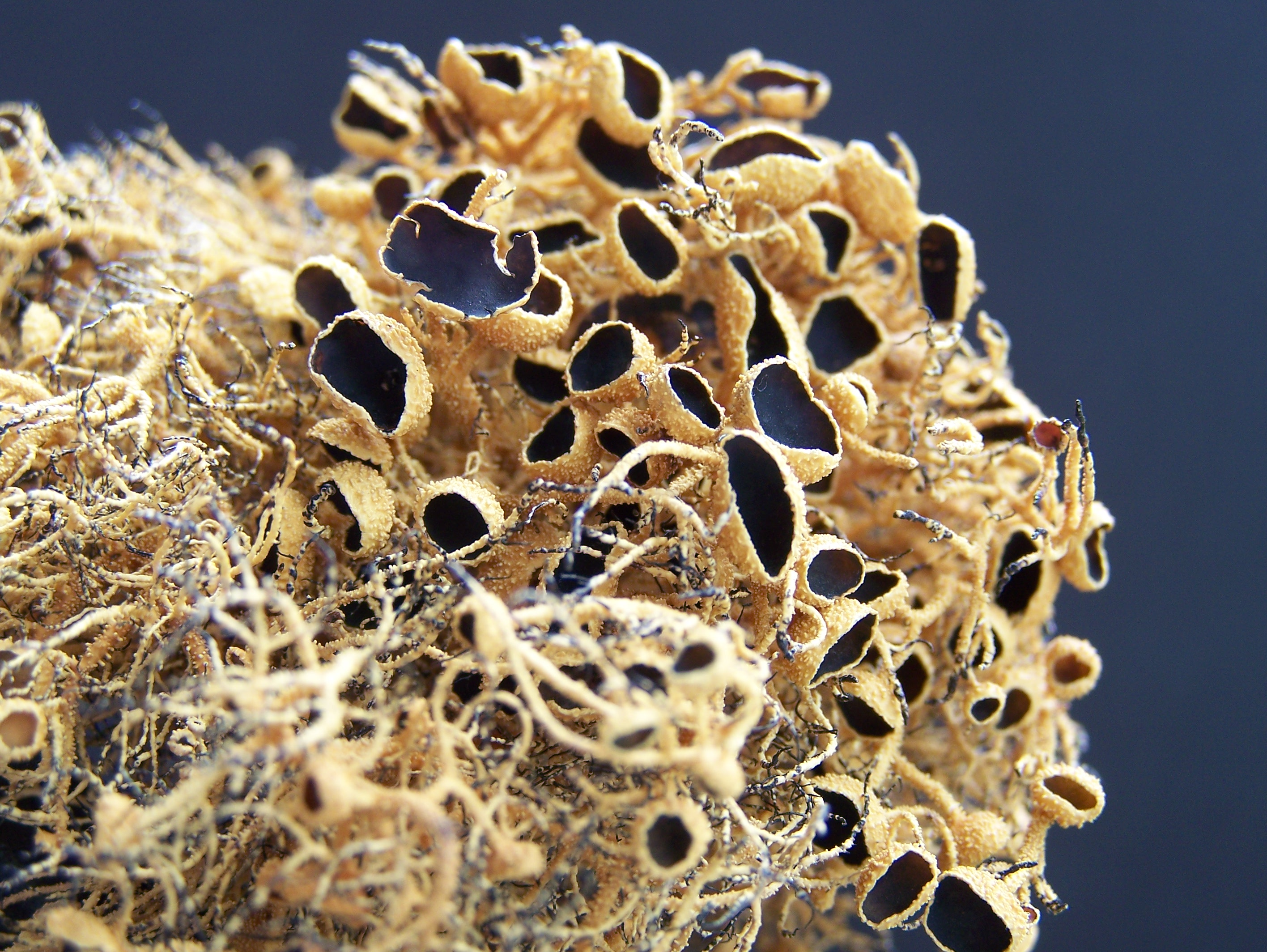
Usnea antarctica